# Місце зустрічі змінити не можна
«Мі́сце зу́стрічі зміни́ти не мо́жна» (рос. «Место встречи изменить нельзя») — радянський п'ятисерійний телевізійний фільм 1979 року, знятий режисером Станіславом Говорухіним за романом братів Вайнерів «Ера милосердя».

## Сюжет
Важкі післявоєнні роки. Бандитські угрупування озброїлися трофейною зброєю. Співробітникам МУРу Глібу Жеглову (досвідченому капітану міліції) та Володі Шарапову (старшому лейтенанту, новачку, який прийшов у карний розшук з фронтової розвідки) протистоїть зловісна банда «Чорна кішка». Вони обидва однаково націлені на результат, але по-різному дивляться на обставини гри, нав'язаної бандитами…

## У ролях
- Володимир Висоцький — капітан Гліб Єгорович Жеглов
- Володимир Конкін — старший лейтенант Володимир Шарапов
- Наталя Данилова — молодший сержант Варвара Синичкіна, подруга Шарапова

- Працівники правоохоронних органів:
  - Леонов-Гладишев Євген Борисович — Василь Векшин
  - Шутов Євген Юхимович — підполковник Сергій Іпатійович Панков
  - Лев Перфілов — Григорій Ушивін (Гриша «6 на 9»)
  - Абдулов Всеволод Осипович — Петро Соловйов
  - Мілютін Олександр Миколайович — Іван Пасюк
  - Градов Андрій Петрович — Микола Тараскін
  - Миронов Олексій Іванович — Іван Олексійович Копитін
  - Владлен Паулус — Родіонов, експерт МУРу
  - Генріх Осташевський — генерал
  - Павло Махотін — працівник прокуратури
- Сусіди Шарапова:
  - Зиновій Гердт — Михайло Михайлович Бомзе
  - Ніна Корнієнко — Олександра Баранова
- Свідки у справі Груздєвої:
  - Юрський Сергій Юрійович — Іван Сергійович Груздєв
  - Світлична Світлана Опанасівна — Надя, сестра Лариси Груздєвої
  - Юнона Карєва — Галина Желтовська
  - Фатєєва Наталя Миколаївна — Інгрід Карлівна (Іра) Соболевська
  - Ігор Старков — Петро Петрович Ліпатников
- Банда «Чорна кішка»:
  - Павлов Віктор Павлович — Сергій Левченко
  - Джигарханян Армен Борисович — Карп («Горбатий»)
  - Бєлявський Олександр Борисович — Євген Петрович Фокс
  - Тетяна Ткач — Анна Петрівна Дьячкова
  - Наталя Ченчик — підставна «Аня»
  - Савосін Олег — Олексій Діомидович Тягунов
  - Валерія Заклунна — Клавдія, подруга Карпа
  - Абдулов Олександр Гаврилович — «Лошак»
  - Іван Бортник — «Промокашка»
  - Микола Слєсарєв
  - Олег Федулов — Шофер Єсін, убивця Векшина
- Інші кримінальні елементи:
  - Євстигнєєв Євген Олександрович — Петро Ручников («Ручечник»)
  - Градова Катерина Георгіївна — Світлана Петрівна Волокушина
  - Садальський Станіслав Юрійович — Костянтин Саприкін («Кирпич»)
  - Удовиченко Лариса Іванівна — Марія Афанасіївна Коливанова («Манька Облігація»)
  - Куравльов Леонід В'ячеславович — Валентин Бісяєв («Копчений»)
  - Людмила Давидова — Моторіна Віра Степанівна («Вірка-модистка»)
- Інші:
- Наталя Крачковська — співачка в кінотеатрі
- Гузєєва Лариса Андріївна — партнерка Тараскіна по танцю в «Асторії»

## Знімальна група
- Автори сценарію: Георгій Вайнер, Аркадій Вайнер
- Режисер-постановник: Станіслав Говорухін
- Головний оператор: Леонід Бурлака
- Головний художник: Валентин Гідулянов
- Композитор: Євген Гєворгян
- Головні консультанти: К. Нікітін, В. Самохвалов
- Режисер: Н. Попова
- Оператор: В. Щукін
- Художник по костюмах: Н. Акімова
- Художник-гример: Вячеслав Лаферов
- Монтаж: Валентина Олійник
- Звукорежисер: Анатолій Нетребенко
- Асистенти художника: Михайло Безчастнов, Л. Цигульська
- Редактор: І. Алеєвська
- Консультант: Н. Кондрашов
- Комбіновані зйомки:
  - оператор: С. Мельниченко
  - художник: К. Пуленко
- Симфонічний оркестр Держкіно СРСР, диригент — М. Нерсесян
- Каскадери: В. Жариков, О. Федулов
- Майстер по світлу: В. Логвинов
- Директор фільму: Джеміля Панібрат

## Ера милосердя
Фільм знято за мотивами роману «Ера милосердя», основою якого стала реальна життєва драма — справа кандидата медичних наук Є. І. Міркіна, який був звинувачений у вбивстві своєї дружини й засуджений на смерть. Але у ті часи «мурівці» професійно виконували свої обов'язки і зовсім не формально ставилися до роботи. І хоча усі докази були проти Міркіна, їм вдалося знайти нові матеріали і вже на третьому суді (розгляд справи постійно переносився, а, тим часом, вирок залишався в силі) Міркіна було виправдано.
Ще досі живі В. П. Арапов — полковник у відставці — тоді він був лейтенантом; полковник В. Ф. Чванов та деякі інші сищики, які допомагали братам Вайнерам у роботі над романом.

## Назва фільму
У книжковому варіанті роман називався «Ера милосердя», а перша публікація роману в журналі «Зміна» йшла під назвою: «Місце зустрічі змінити не можна». Придумав її літературний редактор «Зміни» Кирило Замошкін, після того, як в ЦК ВЛКСМ забракували оригінальний заголовок (мовляв, «Ера милосердя» — це «попівські» слова). Варіант, запропонований Замошкіним, дуже підходив і для детективного серіалу: яскраво, інтригує, тому його використовували з перших же днів роботи.
Режисерові Станіславу Говорухіну, як з'ясувалося, більше подобалася інша назва картини: «Чорна кішка», але на ті часи така назва було занадто містичною — «інстанції» напевно не пропустили б. Доречно зауважити, що зображення чорної кішки, яке в одному з епізодів малює на стіні бандит, насправді зроблене Станіславом Сергійовичем; артист, що грав роль Промокашки, лише обводив вуглинкою цей малюнок).

## Гліб Жеглов— Володимир Висоцький
Екранізацією роман завдячує зокрема і Володимиру Висоцькому, якому подарували книгу про боротьбу мурівців з бандою «Чорна кішка». Він прочитав її за ніч і наступного ранку прийшов до Вайнерів з ідеєю обов'язкової екранізації роману, а також, щоб зберегти роль Жеглова за собою. Заради нього письменники навіть змінили зовнішність героя.

Пам'ятник Жеглову і Шарапову біля Міністерства внутрішніх справ України в Києві

Але, незважаючи на згоду актора і авторів, кандидатуру Висоцького треба було відстояти на худраді, одним із вирішальних аргументів був той, що зніматиметься ж «не передача, яка йде в прямому ефірі, а фільм! Можна буде всі відзняті матеріали заздалегідь перевірити, виправити». Проте заради дотримання «букви закону» творцям телесеріалу довелося-таки влаштувати хоча й формальний, але відбір виконавця на роль Жеглова. Кандидатів спеціально запрошували акторів-початківців, щоб легше було їм відмовити.
Володимир Семенович завжди з'являвся на місці зйомок заздалегідь, щоб встигнути «вжитися в кадр». Він і до постановки епізодів ставився дуже творчо, давав цікаві поради. Наприклад, ідея повісити фотографію Варі на двері підсобки в магазині, як своєрідну підказку Шарапову, була запропонована Висоцьким. Крім того, Володимир Семенович був постановником сцени допиту Груздєва (Сергія Юрського), допоміг створити образ кишенькового злочинця, якого виконував Станіслав Садальський.
Висоцький детально знав побут післявоєнних часів, саме завдяки йому у Васі Вєкшина на шиї було біле морське офіцерське кашне (у них ходили підлітки, підкреслюючи таким чином належність до фронтовиків), а на руці — наколка «Льоля» (наймодніше ім'я тих часів).
Цікавим було також те, що Висоцький не любив озвучувати роль: нервував, поспішав. Після одного-двох дублів в тон-студії, бувало, заявляв: «І так зійде!» Працювати над ідеально точною інтонацією йому було вже нецікаво. У декількох епізодах навіть залишилися неозвучені ним репліки. Довелося використовувати павільйонний запис звуку (його було зроблено безпосередньо під час зйомок: з технічними шумами тощо). Шуми прибирали, сторонні репліки — вирізали.
За роль Жеглова Висоцького посмертно удостоєно Державної премії СРСР 1987 року.

## Цікаві факти
- Спочатку прізвище братів Вайнерів не фігурувало у титрах, його було замінено на міфічного Станіслава Константинова, але пізніше, коли фільм став шалено популярним, прізвище авторів було поновлено у титрах.
- Перший знімальний день був 10 травня 1978 року — знімали епізод зустрічі Жеглова з Копченим в більярдній. Висоцький і Куравльов на більярді не грали. Їх вчили як тримати кий, як його крейдувати, як правильно ставити руку на сукно. Самі ж удари за Жеглова і Копченого виконував один з місцевих майстрів.

- Фінальні епізоди роману «Ера милосердя» і фільму «Місце зустрічі змінити не можна» дуже відрізняються. За книгою, Шарапов, повертаючись після небезпечної операції, бачить на стіні у вестибюлі управління траурний лист з фотографією загиблої Варі. Але худрада творчого об'єднання «Екран» зазначила, що не можна, щоб Варя загинула. А ще їх не влаштовував епізод вбивства колишнього фронтовика-розвідника Левченка. Але врешті-решт вдалося прийти до компромісу: худрада дозволила залишити у фільмі одну з цих смертей — на вибір. Важливішою — в смисловому значенні — здалася все-таки загибель Левченка. Адже це ж пікова ситуація, що характеризує Гліба Жеглова: замість того, щоб стріляти на ураження, він міг би утікача просто поранити в ногу. Між іншим, у тій же сцені довелося редагувати репліку Шарапова. У первинному варіанті він кричить Жеглову: «Я бачу, тобі подобається вбивати!» — але потім цю фразу замінили м'якшою. (До чималої радості Висоцького, який не хотів, щоб його героя вважали катом.)[2]
- Перший показ нового детективного серіалу приурочили до дня міліції. Згодом стали відомі статистичні дані: у той час, коли в черговий раз по телевізору йшов фільм «Місце зустрічі…», практично припинялися злочини і знижувалися витрати води в квартирах. Також було підраховано, що кожна нова серія фільму підвищувала навантаження на електромережі лише у Москві на 400 тисяч кіловат. Але найцікавішою статистикою були дані, зафіксовані у звіті МВС за 1979 рік, у ті 5 вечорів, коли показували «Місце зустрічі…», не було зареєстровано жодного злочину.[3]

## Зноски
1. ↑  Місце зустрічі змінити не можна. Архів оригіналу за 31 грудня 2004. Процитовано 21 березня 2008.
2. 1 2 3  Місце зустрічі не змінюємо. Архів оригіналу за 8 лютого 2008. Процитовано 21 березня 2008.
3. ↑  Кіноексперт. Архів оригіналу за 7 лютого 2008. Процитовано 21 березня 2008.